# Витнау (Брајсгау)
Витнау (њем. Wittnau) општина је у њемачкој савезној држави Баден-Виртемберг. Једно је од 50 општинских средишта округа Брајсгау-Хохшварцвалд. Према процјени из 2010. у општини је живјело 1.431 становника. Посједује регионалну шифру (AGS) 8315125.

## Географски и демографски подаци
Витнау се налази у савезној држави Баден-Виртемберг у округу Брајсгау-Хохшварцвалд. Општина се налази на надморској висини од 378 метара. Површина општине износи 5,0 km². У самом мјесту је, према процјени из 2010. године, живјело 1.431 становника. Просјечна густина становништва износи 284 становника/km².

## Међународна сарадња
| Мјесто | Држава     | Врста сарадње | Од    |
| ------ | ---------- | ------------- | ----- |
|        | Француска  | партнерство   | 1994. |
| Витнау | Швајцарска | контакт       | 2000. |
| Извор  |            |               |       |